# Нові Габи
Нові Габи (біл. вёска Навыя Габы) — село в складі Мядельського району Мінської області, Білорусь. Село підпорядковане Старогабській сільській раді, розташоване в північній частині області.